# Барихо, Антонио
Антонио Барихо (исп. Antonio Daniel Barijho; 18 марта 1977, Буэнос-Айрес) — аргентинский футболист, нападающий. Известен по выступлениям за такие клубы как аргентинские «Бока Хуниорс», «Уракан», швейцарский «Грассхоппер» и российский «Сатурн».

## Биография
Антонио Барихо начал профессиональную карьеру в клубе «Уракан» в 1993 году, а спустя 5 лет перешёл в «Боку Хуниорс», которая готовилась начать великолепный период в своей истории, полный международных трофеев.
В 1998—2000 гг. Барихо трижды выигрывал чемпионаты Аргентины, а в 2000 году помог своей команде завоевать Кубок Либертадорес. Хотя Антонио не был суперзвездой в своей команде (в которой тогда выступали, к примеру, Хуан Роман Рикельме и Мартин Палермо), он всё же вносил свой вклад в успехи «Боки», забивая в среднем в каждой третьей игре чемпионата Аргентины. В 2000 году стал одним из лучших бомбардиров своего клуба в победном Кубке Либертадорес, разделив лидерство лишь с Марсело Дельгадо. Всего же за «Генуэзцев» Барихо в 102 матчах забил 45 голов, то есть почти в каждой второй игре уходя с поля с забитым голом.
Завоевав Межконтинентальный кубок и ещё один Кубок Либертадорес в «Боке», Барихо в 2002 году уехал в швейцарский «Грассхоппер», где за сезон в 22 играх отметился 12 голами. В 2004 году аргентинца приобрёл российский клуб «Сатурн», но игрок не смог как следует адаптироваться к команде и в следующем году перешёл в «Банфилд». В сезоне 2007—2008 Барихо выступал за свой первый клуб «Уракан», однако было очевидно, что свой былой уровень игры Антонио потерял. В 2009 году Барихо перешёл в клуб Второго дивизиона чемпионата Аргентины «Депортиво Мерло», где и завершил свою карьеру.

## Титулы
- Чемпион Аргентины (4): 1998 (Апертура), 1999 (Клаусура), 2000 (А), 2003 (А)
- Кубок Либертадорес (2): 2000, 2001
- Межконтинентальный кубок (1): 2000